# Декларації Стамбульського саміту
Декларації Стамбульського саміту — документи, прийняті на саміті ОБСЄ в Стамбулі в листопаді 1999 року:
- Хартія європейської безпеки, яка фактично завершила 5-річну роботу Організації з безпеки та співробітництва в Європі над моделлю загальної і всеохоплювальної безпеки для Європи XXI ст.,
- Угода про адаптацію Договору про звичайні збройні сили в Європі 1990,
- оновлений Віденський документ із заходів зміцнення довіри і безпеки (редакція 1994).

Також на саміті обговорювали придністровський конфлікт, абхазько-грузинський конфлікт та грузино-осетинський конфлікт. На саміті Російська Федерація пообіцяла вивести свої війська з Молдови та Грузії до 31 грудня 2002 року, чого не сталося.